# Ricardo Odnoposoff
Ricardo Odnoposoff (* 24. Februar 1914 in Buenos Aires; † 26. Oktober 2004 in Wien) war ein aus Argentinien stammender österreichisch-amerikanischer Geiger des 20. Jahrhunderts.

## Leben
Als Sohn russischer Emigranten lernte er zunächst in Buenos Aires und Berlin das Violinspiel, bis er schließlich 1928 an der Hochschule für Musik in Berlin aufgenommen und dort bis 1931 als Schüler von Carl Flesch im Fach Violine und von Paul Hindemith im Fach Komposition unterrichtet wurde. Am Ende seiner Studienzeit, im Alter von gerade 17 Jahren, trat er erstmals als Solist mit den Berliner Philharmonikern unter Erich Kleiber auf.
1932 gewann er den ersten Preis bei dem renommierten Violin-Wettbewerb in Wien und 1937 den zweiten Preis – nach David Oistrach – bei dem Eugène Ysaÿe-Wettbewerb in Brüssel. David Oistrach berichtet über ihn in einem Brief an seine Frau vom Brüsseler Wettbewerb: „...als ich ankam, spielte Odnopossoff Tschaikowsky. Er spielte wunderbar.“
Zu dieser Zeit war er bereits als Nachfolger von Arnold Rosé Konzertmeister der Wiener Philharmoniker und unterrichtete an der Staatsakademie, wo unter anderen auch Norbert Brainin, der spätere Primarius des Amadeus-Quartetts zu seinen Schülern zählte.
Nach dem „Anschluss“ Österreichs konnte er den Ariernachweis nicht erbringen. Er wurde deshalb zum 1. September 1938 aus dem Orchester der Wiener Staatsoper und von den Wiener Philharmonikern entlassen und musste ins Exil nach Argentinien. Nutznießer seines Ausscheidens aus dem Orchester war Wolfgang Schneiderhan, der seine Aufnahme bei den Philharmonikern davon abhängig gemacht hatte, dass er als Konzertmeister aufgenommen werden wollte. Dies scheiterte aber bis dahin nach den Statuten der Wiener Philharmoniker an der Anciennität.
Anfang der 1940er-Jahre siedelte er in die Vereinigten Staaten über und gab dort 1944 an der Carnegie Hall sein Debüt. Während dieser Zeit arbeitete er mit Dirigenten wie Leonard Bernstein, Arturo Toscanini, Fritz Busch und André Cluytens zusammen und war als Pädagoge tätig. 1953 erhielt er die amerikanische Staatsbürgerschaft.
1956 kehrte er nach Wien zurück und unterrichtete bis 1993 an der Musikhochschule, wo Josef Sivo einer seiner Schüler wurde. Es entstanden einige Aufnahmen mit dem WDR Sinfonieorchester Köln unter Franz Marszalek, darunter das Violinkonzert Nr. 22 von Viotti. Ab 1964 unterrichtete Odnoposoff auch an der Hochschule für Musik und Darstellende Kunst Stuttgart, wo unter anderen Michael Jelden, Alfred Csammer, Michael Eichinger, Helmut Mebert und Rainer Kussmaul zu seinen Schülern gehörten, sowie von 1975 bis 1984 an der Hochschule für Musik in Zürich. Odnoposoff war Freimaurer in Wien.
Odnoposoff spielte auf der „ex Ladenburg“ Guarneri del Gesù von 1735. Sein Violinspiel bestach durch einen großen sonoren, aber dennoch runden Ton, mit meisterlicher Beherrschung der Technik. Viele seiner Aufnahmen spiegeln auch die große Freude wider, die hinter seinem Spiel steckte.
Sein Grab befindet sich in Wien auf dem Grinzinger Friedhof (Gruppe 19, Nr. 36A).

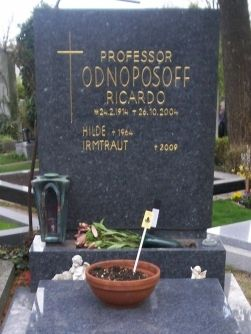
Grabstätte von Ricardo Odnoposoff

## Musikalische Familie
Ricardo Odnoposoff ist der Bruder des lateinamerikanischen Cellisten Adolfo Odnoposoff (1917–1992) und der argentinischen Pianistin Nélida Odnoposoff (* 1919). Adolfo war ein einflussreicher Vertreter der lateinamerikanischen Klassik und wurde auch eng mit Pablo Casals verbunden.

## Auszeichnungen
- Österreichisches Ehrenzeichen für Wissenschaft und Kunst
- Ehrenmedaille der Bundeshauptstadt Wien in Silber
- Verdienstmedaille des Landes Baden-Württemberg
- Nicolai-Medaille und Ehrenmitgliedschaft der Wiener Philharmoniker